# Косарка (Болгарія)
Коса́рка (болг. Косарка) — село в Габровській області Болгарії. Входить до складу общини Дряново.

## Населення
За даними перепису населення 2011 року у селі проживали 55 осіб.
Національний склад населення села:
| Національність   | Кількість осіб | Відсоток |
| ---------------- | -------------- | -------- |
| болгари          | 43             | 82,7 %   |
| турки            | 6              | 11,5 %   |
| цигани           | 0              | 0 %      |
| інша             | 3              | 5,8 %    |
| не визначились   | 0              | 0 %      |
| Всього відповіли | 52             |          |

Розподіл населення за віком у 2011 році:
Динаміка населення: